# Шапиро, Рафаэль Борисович
Рафаэль Борисович Шапиро (псевдоним Рафаил Бахтамов; 13 января 1926, Москва, СССР — 16 июля 1993, Иерусалим, Израиль) — советский изобретатель, активный популяризатор науки, писатель-публицист, переводчик, радиокомментатор и журналист.
Один из основателей ТРИЗ (теории решения изобретательских задач) и соавтор первых публикаций по методике изобретательства.
Автор научно-популярных и научно-художественных книг «Изгнание шестикрылого серафима» (1961), «Властелин Окси-мира» (1965), «Закон есть Закон» (1968), «Для кого падают яблоки» (1973), «Загадка НТР» (1976), «Фигуры не имеет» (1977) и др., автобиографической повести «Двадцать пять плюс двадцать пять» (1992).

## Биография
Рафаэль Шапиро родился 13 января 1926 года в Москве в еврейской семье. В 1930 его отец Борис Шапиро был осуждён по «Шахтинcкому делу» и сослан в Казахстан, а затем в Сибирь. Мать и 5-летний Рафик последовали за ним. После освобождения отца в 1936 году семья перебралась в Баку к родственникам отца.
9 ноября 1943 г., учась в 10-м классе, вместе с Генрихом Альтшуллером (многолетним соавтором и одним из основателей ТРИЗ) и Игорем Тальянским при поддержке начальника БРиЗ (Бюро рационализации и изобретательства) Каспийской флотилии Д. Д. Кабанова подал заявку на свое первое изобретение «Дыхательный аппарат с химическим патроном» (А.с. 6756 СССР. Кл. 61а 29/01. Дыхательный аппарат с химическим патроном/Г. С. Альтшуллер, Р. Б. Шапиро, И. В. Тальянский (СССР). — N 5305/324480; Заяв. 09.11.43. Опубл. 21.08.47.), которое было засекречено. Авторское свидетельство на него было получено только в 1947 году.
В дальнейшем, Р. Шапиро в соавторстве с Г. Альтшуллером подал несколько десятков заявок на изобретения, по которым ещё до 1950 года было получено не менее пяти авторских свидетельств. Наиболее значительное из них — газотеплозащитный скафандр (авторское свидетельство № 111144), создание которого было увлекательно описано позднее в научно-популярной статье «В костюме сквозь огонь».
После окончания второй мировой войны поступил на учёбу в Азербайджанский Индустриальный («нефтяной») институт. В это же время познакомился со своей будущей женой Норой (9.05.1927-20.05.2020).
В начале 1950 года, когда Шапиро учился на пятом курсе нефте-механического факультета, он вместе с Г. Альтшуллером был арестован НКВД по доносу одного из своих приятелей. В беседах с учениками в 1980-е годы Альтшуллер неоднократно упоминал о том, что под влиянием Р. Шапиро и при его участии в 1948 году было написано письмо И. В. Сталину с резкой критикой положения дел с изобретательством в СССР:
«У Шапиро возникла мысль написать письмо Сталину. Надо сказать, для него это характерная реакция вообще. Когда он проникался сознанием величия чего-то, ему хотелось быстро внедрить и получить результат…. Шапиро был потрясающий оптимист». (.
Однако при жизни Р. Шапиро и Г. Альтшуллера это событие не получило ни одного документального подтверждения. Сам Шапиро никогда и нигде о нём не упоминал. Альтшуллер же описывал причины и подробности ареста противоречиво и всякий раз несколько по-новому, приводя все больше деталей приключенческого и сомнительного характера, постепенно придавших истории поистине легендарные формы и послуживших основой для создания героического образа одного из основателей ТРИЗ на Западе.
Действительные, хотя и не менее трагические обстоятельства ареста двух друзей выяснились окончательно лишь через 50 лет, уже после смерти Шапиро, из мемуаров И. Лиснянской. Роковую роль в их жизни сыграла неосторожно высказанная в кругу друзей шутка по поводу идеи Альтшуллера о возможном применении меркаптана для целей гражданской обороны:
«…они знали и про усатую „морду“ и про изобретенный Генкой с помощью Рафки порошок. … И мало ли что три друга-студента втроем не обсуждали, мало ли какие меж собою запрещенные шутки и планы не выстраивали! Органы узнали лишь про „морду“ и порошок, способный завонять парад. …
А после смерти Сталина отпустили и реабилитировали Люськиного Альтшуллера и Рафку Шапиро, которым дали по 25 лет строгого режима, и выяснилось, что бедная моя Копейкис ни при чём. Выдал как раз Эдельсон. Кто их, ставших стукачами из поспешной трусости, поймет? Эдельсон настрочил всего один донос, и всего — о книжном пассаже, что на углу нашей улицы. А уж потом у него узнали и про вонючий порошок. И нас с Копейкис указал как свидетельниц. А прежде, небось, какие только пассажи в адрес власти от Генки и Рафки не выслушивал, но без нас. А при нас в штаны наклал, спешил, как бы мы с Копейкис первыми не настучали.„
Р. Шапиро прошел Лубянку, Бутырскую тюрьму, Лефортово и в 1951 году был осужден по ст. 58-1, 58-10 и 58-11 УК к десяти годам лагерей с правом переписки (по версии Г. Альтшуллера, к двадцати пяти годам строгого режима). По странному стечению обстоятельств, приговор был оглашен в день 25-летия Шапиро, 13 января 1951 года. После этого он повторил тот же путь, что и в детстве, — Казахстан, Сибирь.). Выпавшие на его долю испытания, опыт лагерной жизни и возможности продолжения творческой деятельности в условиях заключения Рафаэль Шапиро описал в своей незаконченной автобиографической книге, изданной в Израиле его вдовой Норой Шапиро под редакцией Владимира Портнова в 1994 году.
После смерти Сталина в 1953 Шапиро был реабилитирован, а в 1954 году «освобожден из-за отсутствия состава преступления» и восстановлен на учёбу на инженерно-механическом факультете. После окончания учёбы и получения диплома работал инженером в Баку, был постоянным автором в газете «Бакинский рабочий», печатался во многих центральных газетах и журналах, осуществлял литературные переводы на русский язык произведений азербайджанских писателей.
В 1980 году Рафаэль Шапиро со своей семьей, женой и сыном выехал в Израиль. На принятие окончательного решения об эмиграции из СССР большое влияние оказали Лев Копелев и его жена Раиса, с которыми чету Шапиро связывала многолетняя дружба.
В 1985-91 гг. Шапиро тесно сотрудничал в своей работе с Кронидом Любарским, Борисом Хазановым и другими участниками правозащитного движения в СССР. В эти же годы он являлся ведущим политологом журнала «Страна и мир» (Мюнхен), для которого писал передовицы под псевдонимом Бахтамов (это девичья фамилия матери Рафаэля Шапиро) и рабочие статьи под своим собственным именем. Все эти годы Шапиро жил, по словам жены, в самолёте, почти ежемесячно летая между Иерусалимом и Мюнхеном.
Автобиографические записки Шапиро «Время говорить…» были опубликованы в 1987 году в журнале «Грани».

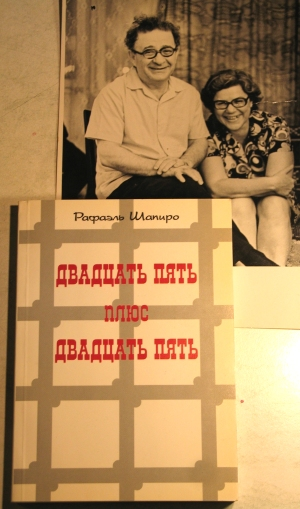

В последние годы жизни 1991-93 гг. был ведущим комментатором радиостанции РЭКА (Израиль).

## Создание ТРИЗ
Освобождение Р. Шапиро и Г. Альтшуллера в 1954 году произошло в одно и то же время (23 октября), так же как и арест в 1950-м. После возвращения из заключения и реабилитации Шапиро по-прежнему интенсивно сотрудничал с Г. Альтшуллером в работе над созданием методики изобретательства, идеи которой они совместно развивали в конце 1940-х годов. Фактически, Шапиро являлся стратегом ТРИЗ, задав ей основные направления развития.
Генрих Альтшуллер так отзывался о роли Шапиро в создании ТРИЗ:
«Шапиро очень быстро, кстати сказать, оценил нашу перспективу. Кабанов оценил техническую сторону, Шапиро оценил вытекающую сторону. Шапиро принадлежит мощнейшее сравнение. Он сказал так: „Маркс вывел законы развития общества, Дарвин вывел законы развития живых организмов, а мы выведем теорию, которая даст миру законы развития технических систем“. …То есть он первый оценил эту штуку, это очень важно. Масштаб её понял».
В 1956 году Р. Шапиро совместно с Г. Альтшуллером опубликовал статью «О психологии изобретательского творчества», положившую начало истории развития Теории решения изобретательских задач (ТРИЗ). В статье впервые были описаны основные понятия ТРИЗ: Техническое противоречие, «Алгоритм решения изобретательских задач» (АРИЗ), заявлено о существовании объективных диалектических закономерностей развития техники (Альтшуллер Г. С., Шапиро Р. Б., «О психологии изобретательского творчества», Вопросы психологии, № 6, 1956. — с. 37-49).
В конце 1950-х Шапиро заочно получил второе высшее образование на юридическом факультете Азербайджанского университета. Во время учёбы он принял активное участие в обсуждении проекта «Положения об изобретениях, открытиях и рацпредложениях» на страницах журнала «Советское государство и право» ([Шапиро Р. Б., Альтшуллер Г. С. О некоторых вопросах советского изобретательского права. // Советское государство и право, 1958, № 2, с. 35-44])
В 1959 году в публикации «Изгнание шестикрылого серафима» Р. Шапиро и Г. Альтшуллер описали первую расширенную версию «Алгоритма решения изобретательских задач», АРИЗ-59, и заявили о начале работы над «научной методикой изобретательского творчества», обучение которой на семинарах было начато уже в 1957 году. (Альтшуллер Г., Шапиро Р. Изгнание шестикрылого серафима, Изобретатель и рационализатор. — 1959. — № 10.)
В своей книге «Изгнание шестикрылого серафима», изданной в 1961 году, Шапиро не только сумел впервые создать массовую рекламу ТРИЗ (тираж первого издания: 115.000 экз.), но и сделал имя Альтшуллера известным среди технической молодежи, посвятив один из рассказов лично ему и «методике изобретательства». Бахтамов Р. Изгнание шестикрылого серафима, — М.: Детгиз, 1961. — 127 с. Рассказ третий. Цена победы. — С. 40 — 45. Тираж: 115000 экз. Рисунки Г. Бедарева]
Рафаэль Шапиро (Бахтамов) глубоко чувствовал прикладное значение философии, и техника была для него далеко не единственным поприщем, на котором слово «закон» принимало первостепенное значение. Получив юридическое образование, он перенес приемы, закономерности и «линии развития», наработанные за годы совместной работы над «методикой изобретательства», в область правовых отношений. Результатом многолетней исследовательской работы стала книга «Закон есть Закон», при создании которой были использованы некоторые принципы ТРИЗ.
В последние годы значение работ Р. Шапиро и Г. Альтшуллера все шире признается в Западной Европе, их статьи и книги переводятся на различные языки и цитируются,. Материалы, освещающие историю создания ТРИЗ и её отдельных инструментов, публикуются в центральных технических изданиях.